# لفظ مقلوب
تكون كلمة أو عبارة مقلوبة إذا أعطى تغيير ترتيب حروفها كلمة جديدة أو عبارة، كقولك «توامقتم» وقلبها «وتماقتم» فينقلب المعنى إلى ضده. يسمى هذا التغيير تجنيس القلب أو جناس القلب أو الجناس التصحيفيّ في الشعر خصوصاً.
في اللغة العربية، تسمى الصور الستة لقلب حروف المادة الثلاثية وتغيير مواضعها تقليبات.

## أمثلة

### عبرية
- كلمة عربي (ערבי) مقلوبة كلمة عبري (עברי).

### رومية
- Anagrams[2] ↔ Ars Magna (= فن عظيم).

### عربية
حتى وإن تغير رسم حروف الكلمات العربية بعد قلبها، يبقى إدراك أصولها ممكنا:
- فعل «آنق» متعد يفيد الإعجاب — مقلوب «أناق»؛ مدت ألفه الأولى إذ جتمعت ألفان إحداهما مهموزة. كذلك الفعل «انتاق» مقلوب «انتقى» أي اختار، صارت ألفه المقصورة ممدودة. ما يجب فطنه هنا هو تحول الكلمات عن جذرها بعد قلبها؛ ففي المعجم، لن تقع كلمة «آنق» في بابها الأصلي "أن‌ق" بل في الباب "ن‌وق" باعتبارها مشتقة من هذا الأخير.
- للفعلين المقلوبين «جمجم» و«مجمج» التعريف نفسه، أي عدم تبيين الكلام.
- كلمة رطل العربية مقلوب كلمة λίτρα اليونانية.[3]
- قد تكون كلمة «جوف» مقلوبة عن پوک الفارسية، وذلك في تعريبها بإبدال الحرفين پ وک بحرفي الفاء والجيم، وذلك كان من مناهج التعريب الشائعة.[4]
- كلمة «هَذا» تلفظ «هاذَ» ولفظها هذا مقلوب منها.

## المصارد
- أدي شير، الألفاظ الفارسية المعربة، الطبعة الثانية 1987-88.